# Тупицын, Лев Васильевич
Лев Васильевич Тупицын — советский хозяйственный и политический деятель.

## Биография
Родился в 1925 году в Иванове. Член КПСС.
Участник Великой Отечественной войны:
В 1954—1968 гг. — инженерный и руководящий работник, заместитель директора Ижорского завода по производству.
В 1968—1972 гг. — первый секретарь Колпинского райкома КПСС города Ленинграда.
В 1972—1974 гг. — главный инженер Ижорского завода.
В 1974—1981 гг. — директор Ижорского завода тяжёлого машиностроения.
В 1981—1985 гг. — заместитель председателя Ленинградского городского комитета народного контроля.
Делегат XXIV съезда КПСС.
Умер после 1985 года.

## Награды
- Орден Октябрьской Революции (1978)
- Орден Трудового Красного Знамени (1971)